# Грей, Реджинальд, 7-й барон Грей из Уилтона
Реджинальд де Грей (англ. Reynold de Grey; приблизительно 1421 — 22 февраля 1494) — английский аристократ, 7-й барон Грей из Уилтона с 1442 года. Единственный сын Ричарда де Грея, 6-го барона Грея из Уилтона, и его второй жены Маргарет Феррерс. Унаследовал владения и титул после смерти отца. Участвовал в Войнах Алой и Белой розы на стороне Йорков; в частности, в 1461 году сражался при Мортимерс-Кросс.
До 6 октября 1447 года Грей женился на Томасине Бофорт, внебрачной дочери Джона Бофорта, 1-го герцога Сомерсета. В этом браке родился сын Джон, 8-й барон Грей из Уилтона.